# Faitout Maouassa
 Christ-Emmanuel Faitout Maouassa  (ur. 6 lipca 1998 w Villepinte) – francuski piłkarz występujący na pozycji obrońcy w belgijskim klubie Club Brugge.

## Kariera klubowa
Od 2013 szkolił się w szkółce piłkarskiej AS Nancy. 3 sierpnia 2015 zadebiutował w drużynie zawodowej AS Nancy na szczeblu Ligue 2. W dniu 22 września 2015 r., zdobył swoją pierwszą bramkę w Ligue 2.
16 czerwca 2017 roku podpisał 4–letni kontrakt z pierwszoligowym Stade Rennais. W sezonie 2018/2019 był z niego wypożyczony do Nîmes Olympique.
| Sezon   | Klub            | Kraj    | Rozgrywki | Mecze | Bramki | Rozgrywki Europy   | Mecze | Bramki |
| ------- | --------------- | ------- | --------- | ----- | ------ | ------------------ | ----- | ------ |
| 2015/16 | AS Nancy        | Francja | Ligue 2   | 4     | 1      | -                  | -     | -      |
| 2016/17 | AS Nancy        | Francja | Ligue 1   | 14    | 3      | -                  | -     | -      |
| 2017/18 | Stade Rennais   | Francja | Ligue 1   | 19    | 0      | -                  | -     | -      |
| 2018/19 | Nîmes Olympique | Francja | Ligue 1   | 27    | 0      | -                  | -     | -      |
| 2019/20 | Stade Rennais   | Francja | Ligue 1   | 23    | 3      | Liga Europy UEFA   | 3     | 0      |
| 2020/21 | Stade Rennais   | Francja | Ligue 1   | 23    | 0      | Liga Mistrzów UEFA | 2     | 0      |

Stan na: koniec sezonu 2020/2021